# Regimiento de Artillería 7 (Bolivia)
El Regimiento de Artillería 7 «Tumusla» es un regimiento del Ejército de Bolivia perteneciente a la Séptima División del Ejército. Su sede se localiza en la ciudad y municipio de Cotapachi, departamento de Cochabamba. Su misión es contribuir al cumplimiento de la misión de la unidad que integra. El Regimiento Tumusla es también un centro de reclutamiento de conscriptos.